# NK Šmarje pri Jelšah
Nogometni klub Šmarje pri Jelšah (tiếng Việt: Câu lạc bộ bóng đá Šmarje pri Jelšah), thường hay gọi NK Šmarje pri Jelšah hoặc đơn giản Šmarje pri Jelšah, là một câu lạc bộ bóng đá Slovenia thi đấu ở thị trấn Šmarje pri Jelšah. Câu lạc bộ được thành lập vào tháng 6 năm 1942.

## Danh hiệu
- Giải bóng đá hạng tư quốc gia Slovenia: 2

2000-01, 2011-12
- MNZ Celje Cup: 1

2011-12

## Lịch sử giải đấu kể từ năm 1991
| Mùa giải  | Giải vô địch                | Thứ hạng                    |
| --------- | --------------------------- | --------------------------- |
| 1991-95   | Không tham gia giải đấu nào | Không tham gia giải đấu nào |
| 1995-96   | MNZ Celje (cấp độ 4)        | thứ 8                       |
| 1996-97   | MNZ Celje (cấp độ 4)        | thứ 9                       |
| 1997-98   | MNZ Celje (cấp độ 4)        | thứ 8                       |
| 1998-99   | MNZ Celje (cấp độ 4)        | thứ 7                       |
| 1999-2000 | MNZ Celje (cấp độ 4)        | thứ 4                       |
| 2000-01   | MNZ Celje (cấp độ 4)        | thứ 1                       |
| 2001-02   | 3. SNL - Bắc                | thứ 8                       |
| 2002-03   | 3. SNL - Bắc                | thứ 5                       |
| 2003-04   | 3. SNL - Bắc                | thứ 6                       |
| 2004-05   | 3. SNL - Đông               | thứ 12                      |
| 2005-06   | 3. SNL - Đông               | thứ 8                       |
| 2006-07   | 3. SNL - Đông               | thứ 3                       |
| 2007-08   | 3. SNL - Đông               | thứ 9                       |
| 2008-09   | 3. SNL - Đông               | thứ 14                      |
| 2009-10   | Styrian League (cấp độ 4)   | thứ 6                       |
| 2010-11   | Styrian League (cấp độ 4)   | thứ 3                       |
| 2011-12   | Styrian League (cấp độ 4)   | thứ 1                       |
| 2012-13   | 3. SNL - Đông               | thứ 3                       |
| 2013-14   | 3. SNL - Đông               | thứ 6                       |
| 2014-15   | 3. SNL - Bắc                | thứ 5                       |
| 2015-16   | 3. SNL - Bắc                | thứ 5                       |
| 2016-17   | 3. SNL - Bắc                | thứ 7                       |
| 2017-18   | 3. SNL - Bắc                | thứ 14                      |
| 2018-19   | MNZ Celje (cấp độ 4)        | thứ 3                       |